# Empidonax virescens
El mosquero verdoso (Empidonax virescens) es una especie de ave paseriforme de la familia Tyrannidae perteneciente al numeroso género Empidonax. Cría en el este de América del Norte y en los inviernos migra hacia el este de América Central y noroeste de América del Sur.

## Otros nombres comunes
Se le conoce también como mosquerito verdoso (en Costa Rica, Ecuador, Panamá, Honduras y Colombia), atrapamoscas verdoso (en Colombia), bobito verde (en Cuba), papamoscas verdoso (en México), mosquitero cuellioliváceo (en Nicaragua) o atrapamoscas copete verde (en Venezuela).

## Distribución y hábitat
Su área de nidificación se extiende por el este de Estados Unidos, desde el sur de Minesota hacia el este hasta Massachusetts, inclusive en el suroeste de Ontario en Canadá, y hacia el sur hasta el este de Texas y centro de Florida. Durante los inviernos boreales migran hacia el sur donde pasan la temporada no reproductiva desde la pendiente caribeña de Nicaragua, por Costa Rica, Panamá, noroeste de Venezuela, norte y oeste de Colombia y oeste de Ecuador. Se registra su pasaje migratorio por Bahamas, Cuba; este de México, Belice, Guatemala, El Salvador y Honduras; como vagante accidental ha sido registrado en la Islas Caimán, Islas Turcas y Caicos y Puerto Rico.
Su hábitat de reproducción consiste de una variedad de bosques caducifolios maduros, relativamente poco perturbados, generalmente cerca de agua. Parece ser una especie dependiente de grandes tramos de bosque. En la temporada no reproductiva habita en el sotobosque, en los bordes y clareras tanto de selvas húmedas primarias como en crecimientos secundarios y bosques pantanosos, también en plantaciones de café sombreadas. Parece evitar hábitats fragmentados o abiertos. en altitudes dentre 50 y 1500 m, raramente hasta los 2700 m en Colombia.
El número de estas aves ha disminuido un poco en la parte sur de su distribución. Los tordos cabecicafé (Molothrus ater) ponen sus huevos en los nidos de estas aves en algunas áreas. Sin embargo, sólo el 16% de los tordos llegan a la juventud en los nidos del mosquero verde exitosamente.

## Descripción
Los adultos tienen las partes superiores color oliva, más oscuro en las alas y la cola, con las partes inferiores blanquecinas, un anillo ocular blanco, franjas alares blancas y pico ancho. El pecho está teñido de oliva. La parte superior del pico es oscura y la inferior amarillenta. 

## Comportamiento
Esperan en una posición privilegiada en el centro de un árbol y vuelan para atrapar insectos en vuelo, también a veces recogiendo insectos del follaje mientras aún están en el aire. Pueden comer también algunas bayas y semillas.
El mosquero verde es un excelente volador, es muy ágil, puede mantenerse en el aire, e incluso puede volar hacia atrás. Curiosamente, no hay información científica sobre los saltos o el caminar de esta ave.

### Reproducción
Construyen un nido suelto en forma de copa en una bifurcación horizontal en un árbol o arbusto.

### Vocalización
El canto de es un explosivo «pít-sa». El reclamo es un suave «pít», también emiten uno similar al del carpintero escapulario (Colaptes auratus).

## Sistemática

### Descripción original
Fue descrito por primera vez como Muscicapa querula por el naturalista estadounidense Alexander Wilson en 1810, pero el nombre estaba pre-ocupado y fue substituido por el naturalista francés Louis Pierre Vieillot en 1818 bajo el nombre científico Platyrhynchos virescens; su localidad tipo es: «cerca de Filadelfia, Pensilvania, Estados Unidos.»

### Etimología
El nombre genérico masculino «Empidonax» se compone de las palabras del griego «empis, empidos» que significa ‘mosquito’, ‘jején’, y «anax, anaktos» que significa ‘señor’; y el nombre de la especie «virescens», en latín significa ‘verdoso’.

### Taxonomía
Es monotípica.
Las 15 especies del género Empidonax fueron, en un principio, consideradas como una sola especie, que fue descubierta en Acadia, en la actual Nueva Escocia (Canadá). Las diferencias en distribución, voz y hábitat posteriormente las identificaron como especies separadas. En la actualidad el mosquero verdoso —cuyo nombre en inglés es Acadian Flycatcher— no se encuentra en Acadia.